# Leichtathletik-Weltmeisterschaften 2001/4 × 100 m der Männer

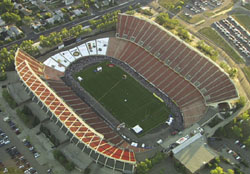
Das Commonwealth Stadium von Edmonton im Jahr 2005

Die 4-mal-100-Meter-Staffel der Männer bei den Leichtathletik-Weltmeisterschaften 2001 wurde am 11. und 12. August 2001 im Commonwealth Stadium der kanadischen Stadt Edmonton ausgetragen.
Weltmeister wurde Südafrika in der Besetzung Morne Nagel, Corné du Plessis, Lee-Roy Newton und Mathew Quinn.

Den zweiten Platz belegte Trinidad und Tobago mit Marc Burns, Ato Boldon, Jacey Harper und Darrel Brown.

Bronze ging an Australien (Matt Shirvington, Paul Di Bella, Steve Brimacombe, Adam Basil).

## Bestehende Rekorde
| Weltrekord | 37,40 s | USA (Carl Lewis, Dennis Mitchell, Leroy Burrell, Michael Marsh)    | OS in Barcelona, Spanien          | 8. August 1992  |
| Weltrekord | 37,40 s | USA (Jon Drummond, Andre Cason, Dennis Mitchell und Leroy Burrell) | WM 1993 in Stuttgart, Deutschland | 21. August 1993 |
| WM-Rekord  | 37,40 s | USA (Jon Drummond, Andre Cason, Dennis Mitchell und Leroy Burrell) | WM 1993 in Stuttgart, Deutschland | 21. August 1993 |

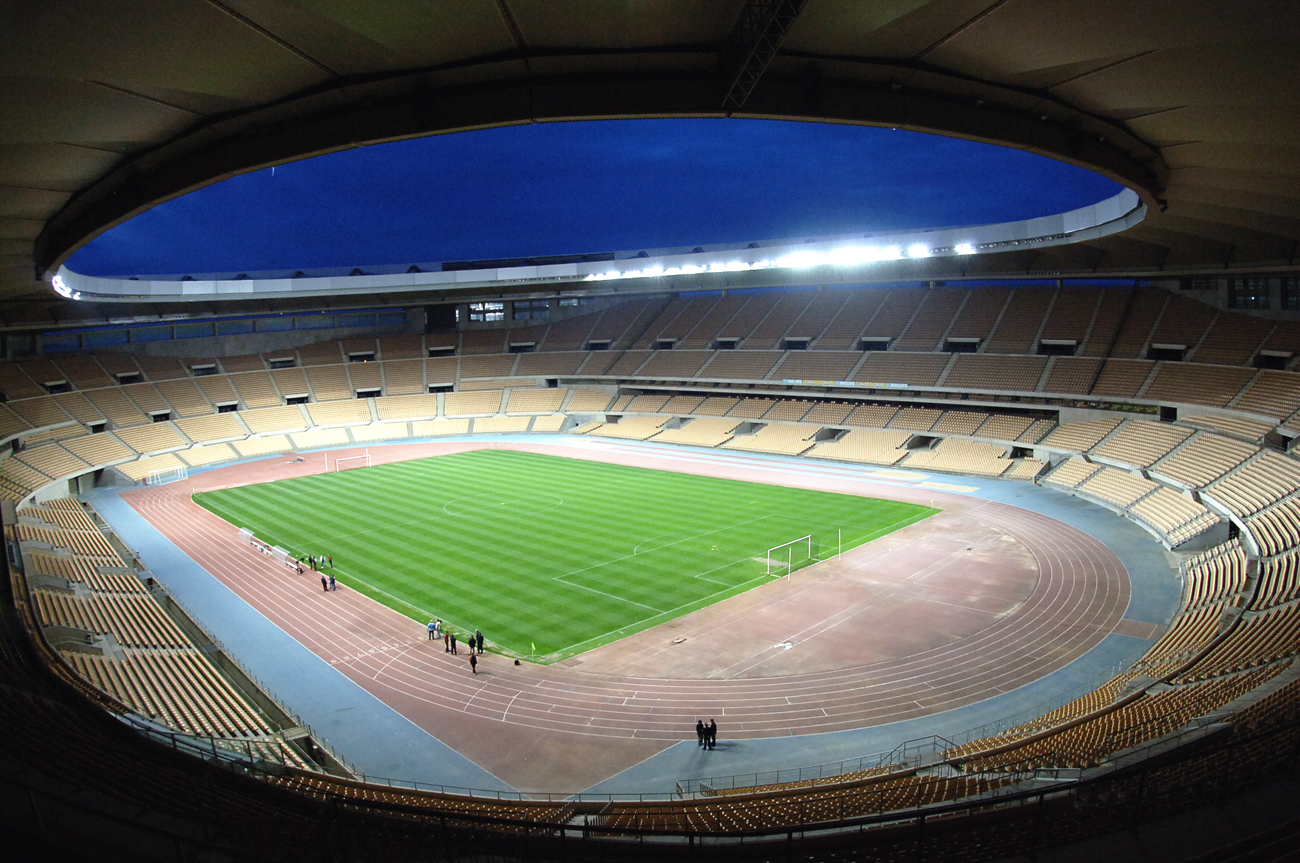
Das Olympiastadion von Sevilla im Jahr 2011

Der bestehende WM-Rekord wurde bei diesen Weltmeisterschaften nicht eingestellt und nicht verbessert.
Fünf Staffeln stellten sieben Nationalrekorde auf:
- 38,60 s – Trinidad und Tobago (Marc Burns, Ato Boldon, Jacey Harper, Darrel Brown), 1. Vorlauf, 11. August
- 38,58 s – Trinidad und Tobago (Marc Burns, Ato Boldon, Jacey Harper, Darrel Brown), Finale, 12. August
- 39,15 s – Saudi-Arabien (Mohamed al-Yami, Mubarak Ata Mubarak, Salem al-Yami, Jamal al-Saffar), 3. Vorlauf, 11. August
- 39,04 s – Saudi-Arabien (Yahya al-Gahes, Mubarak Ata Mubarak, Salem al-Yami, Jamal al-Saffar), 1. Halbfinale, 12. August
- 38,99 s – Mauritius (Arnaud Casquette, Éric Milazar, Fernando Augustin, Stéphan Buckland), 4. Vorlauf, 11. August
- 38,60 s – Elfenbeinküste (Ibrahim Méité, Ahmed Douhou, Yves Sonan, Éric Pacôme N'Dri), 1. Halbfinale, 12. August
- 38,47 s – Südafrika (Morne Nagel, Corné du Plessis, Lee-Roy Newton, Mathew Quinn), Finale, 12. August

## Doping
Dieser Wettbewerb war von zwei Dopingfällen betroffen.
- Dem Team der USA wurde die Goldmedaille wegen des nachgewiesenen Dopings von Tim Montgomery aberkannt. Dieser gestand im Jahr 2008 aus dem Gefängnis heraus die Einnahme verbotener Substanzen ein. Annulliert wurde auch Montgomerys zweiter Platz im 100-Meter-Lauf.[2]
- Die im Vorlauf ausgeschiedene französische Staffel wurde disqualifiziert, weil der gedopte Christophe Cheval, dessen Resultat auch über 200 Meter gestrichen wurde, beteiligt war. Der Athlet wurde zweimal positiv auf Nandrolon getestet und erhielt eine Sperre von zwei Jahren.[3]

Leidtragende waren vor allem vier Staffeln:
- Australien – Das Team erhielt seine Bronzemedaillen erst mit jahrelanger Verspätung, die Läufer konnten nicht an der Siegerehrung teilnehmen.
- Nigeria – Die Mannschaft hätte aufgrund ihrer Halbfinalplatzierung am Finale teilnehmen können.
- Belgien – Die Staffel wäre aufgrund ihrer Vorlaufplatzierung im Halbfinale startberechtigt gewesen.
- Kamerun – Das Team hatte sich aufgrund seiner Vorlaufzeit für die Halbfinale qualifiziert.

## Vorrunde
6. August 2001, 17:35 Uhr
Die Vorrunde wurde in vier Läufen durchgeführt. Die ersten drei Staffeln pro Lauf – hellblau unterlegt – sowie die darüber hinaus vier zeitschnellsten Teams – hellgrün unterlegt – qualifizierten sich für das Halbfinale.

### Vorlauf 1
11. August 2001, 15:00 Uhr
| Platz | Staffel             | Besetzung                                                                        | Zeit (s)                       |
| ----- | ------------------- | -------------------------------------------------------------------------------- | ------------------------------ |
| 1     | Brasilien           | Cláudio Roberto Souza Édson Ribeiro André da Silva Claudinei da Silva            | 38,44                          |
| 2     | Trinidad und Tobago | Marc Burns Ato Boldon Jacey Harper Darrel Brown                                  | 38,60 NR                       |
| 3     | Polen               | Ryszard Pilarczyk Łukasz Chyła Piotr Balcerzak Marcin Urbaś (Vorlauf/Halbfinale) | 38,79                          |
| DSQ   | Thailand            | Kongdech Natenee Visanu Sophanich Ekkachai Janthana Reanchai Srihawong           | IAAF Rule 163.3 Bahnübertreten |
| DSQ   | Venezuela           | Juan Morillo William Hernández José Carabali Helly Ollarves                      | IAAF Rule 163.3 Bahnübertreten |
| DNS   | Benin               | Anziz Itchaou Pascal Dangbo Arcadius Fanou Souhalia Alamou                       |                                |

### Vorlauf 2
11. August 2001, 15:10 Uhr
| Platz | Staffel     | Besetzung                                                                        | Zeit (s)                                         |
| ----- | ----------- | -------------------------------------------------------------------------------- | ------------------------------------------------ |
| 1     | Japan       | Ryo Matsuda Shingo Suetsugu Toshiyuki Fujimoto Nobuharu Asahara                  | 38,67                                            |
| 2     | Nigeria     | Taiwo Bamidele Chinedu Orialla Sunday Emmanuel (Vorlauf) Uchenna Emedolu         | 39,10                                            |
| 3     | Belgien     | Nathan Bongelo Anthony Ferro Kevin Rans Erik Wijmeersch                          | 39,22 eigentlich für das Halbfinale qualifiziert |
| DNF   | Liberia     | Kouty Mawenh Sayon Cooper Sultan Tucker Abe Morlu                                |                                                  |
| DSQ   | Deutschland | Rasgawa Pinnock Steffen Otto Alexander Kosenkow Tim Goebel                       | IAAF Rule 170.7 Wechselfehler                    |
| DOP   | USA         | Jon Drummond (Vorlauf) Mickey Grimes Dennis Mitchell Joshua J. Johnson (Vorlauf) | für das Halbfinale zugelassen                    |
| DOP   | Frankreich  | Fabrice Calligny Frédéric Krantz David Patros Needy Guims (Vorlauf)              | für das Halbfinale zugelassen                    |

### Vorlauf 3
11. August 2001, 15:20 Uhr
| Platz | Staffel       | Besetzung                                                                   | Zeit (s) |
| ----- | ------------- | --------------------------------------------------------------------------- | -------- |
| 1     | Kanada        | Okiki Akinremi (Vorlauf) Glenroy Gilbert Jermaine Joseph Nick Macrozonaris  | 38,83    |
| 2     | Australien    | Matt Shirvington Paul Di Bella Steve Brimacombe Adam Basil                  | 38,96    |
| 3     | Italien       | Francesco Scuderi Marco Torrieri Maurizio Checcucci Andrea Colombo          | 38,97    |
| 4     | Saudi-Arabien | Mohamed al-Yami (Vorlauf) Mubarak Ata Mubarak Salem al-Yami Jamal al-Saffar | 39,15 NR |
| 5     | Bahamas       | Renward Wells Andrew Tynes Iram Lewis Dominic Demeritte                     | 39,16    |
| 6     | Jamaika       | Julien Dunkley Dwight Thomas Christopher Williams Ricardo Williams          | 40,05    |

### Vorlauf 4
11. August 2001, 15:30 Uhr
| Platz | Staffel        | Besetzung                                                                    | Zeit (s)                                         |
| ----- | -------------- | ---------------------------------------------------------------------------- | ------------------------------------------------ |
| 1     | Südafrika      | Morne Nagel Corné du Plessis Lee-Roy Newton Mathew Quinn                     | 38,72                                            |
| 2     | Elfenbeinküste | Ibrahim Méité (Vorlauf/Halbfinale) Ahmed Douhou Yves Sonan Éric Pacôme N'Dri | 38,74                                            |
| 3     | Mauritius      | Arnaud Casquette Éric Milazar Fernando Augustin Stéphan Buckland             | 38,99 NR                                         |
| 4     | Israel         | Kfir Golan Tommy Kafri Gideon Jablonka Alexandr Porchomowski                 | 39,13                                            |
| 5     | Kamerun        | Alfred Moussambani Serge Bengono Joseph Batangdon Claude Toukene             | 39,29 eigentlich für das Halbfinale qualifiziert |
| DNF   | Kuba           | José César Luis Alberto Pérez Rionda Iván García Freddy Mayola               |                                                  |
| DNF   | Großbritannien | Dwain Chambers Marlon Devonish Christian Malcolm Jonathan Barbour            |                                                  |

## Halbfinale
In den beiden Halbfinalläufen qualifizierten sich die jeweils ersten vier Staffeln – hellblau unterlegt – für das Finale.

### Halbfinallauf 1
12. August 2001, 15:15 Uhr
| Platz | Staffel        | Besetzung | Zeit (s) |
| ----- | -------------- | --- | -------- |
| 1     | Brasilien      | Cláudio Roberto Souza Édson Ribeiro André da Silva Claudinei da Silva                                              | 38,23    |
| 2     | Japan          | Ryo Matsuda Shingo Suetsugu Toshiyuki Fujimoto Nobuharu Asahara                                                    | 38,54    |
| 3     | Elfenbeinküste | Ibrahim Méité (Vorlauf/Halbfinale) Ahmed Douhou Yves Sonan Éric Pacôme N'Dri                                       | 38,60 NR |
| 4     | Südafrika      | Morne Nagel Corné du Plessis Lee-Roy Newton Mathew Quinn                                                           | 38,63    |
| 5     | Italien        | Francesco Scuderi Marco Torrieri Maurizio Checcucci Andrea Colombo                                                 | 38,71    |
| 6     | Saudi-Arabien  | Yahya al-Gahes (Halbfinale) Mubarak Ata Mubarak Salem al-Yami Jamal al-Saffar im Vorlauf außerdem: Mohamed al-Yami | 39,04 NR |
| 7     | Israel         | Kfir Golan Tommy Kafri Gideon Jablonka Alexandr Porchomowski                                                       | 39,39    |
| DOP   | Frankreich     | Fabrice Calligny Frédéric Krantz Christophe Cheval (Halbfinale) David Patros im Vorlauf außerdem: Needy Guims      |          |

### Halbfinallauf 2
12. August 2001, 15:25 Uhr
| Platz | Staffel             | Besetzung | Zeit (s)                                     |
| ----- | ------------------- | --- | -------------------------------------------- |
| 1     | Trinidad und Tobago | Marc Burns Ato Boldon Jacey Harper Darrel Brown | 38,76                                        |
| 2     | Polen               | Ryszard Pilarczyk Łukasz Chyła Piotr Balcerzak Marcin Urbaś (Vorlauf/Halbfinale)                                                                          | 38,92                                        |
| 3     | Australien          | Matt Shirvington Paul Di Bella Steve Brimacombe Adam Basil                                                                                                | 38,97                                        |
| 4     | Nigeria             | Taiwo Bamidele Chinedu Orialla Tamunosiki Aforudibo (Halbfinale) Uchenna Emedolu im Vorlauf außerdem: Sunday Emmanuel                                     | 39,05 eigentlich für das Finale qualifiziert |
| 5     | Kanada              | Nick Macrozonaris Glenroy Gilbert Jermaine Joseph Anson Henry (Finale) im Vorlauf außerdem: Okiki Akinremi                                                | 39,16                                        |
| 6     | Bahamas             | Renward Wells Andrew Tynes Iram Lewis Dominic Demeritte                                                                                                   | 39,20                                        |
| 7     | Mauritius           | Arnaud Casquette Éric Milazar Fernando Augustin Stéphan Buckland                                                                                          | 39,25                                        |
| DOP   | USA                 | Mickey Grimes Bernard Williams (Halbfinale/Finale) Dennis Mitchell Tim Montgomery (Halbfinale/Finale) im Vorlauf außerdem: Jon Drummond Joshua J. Johnson | für das Finale zugelassen                    |

## Finale
12. August 2001, 17:10 Uhr
| Platz | Staffel             | Besetzung | Zeit (s) |
| ----- | ------------------- | --- | -------- |
| 1     | Südafrika           | Morne Nagel Corné du Plessis Lee-Roy Newton Mathew Quinn                                                                                                  | 38,47 NR |
| 2     | Trinidad und Tobago | Marc Burns Ato Boldon Jacey Harper Darrel Brown | 38,58 NR |
| 3     | Australien          | Matt Shirvington Paul Di Bella Steve Brimacombe Adam Basil                                                                                                | 39,83    |
| 4     | Japan               | Ryo Matsuda Shingo Suetsugu Toshiyuki Fujimoto Nobuharu Asahara                                                                                           | 39,96    |
| 5     | Elfenbeinküste      | Jean-Marie Irie (Finale) Ahmed Douhou Yves Sonan Éric Pacôme N'Dri im Vorlauf/Halbfinale außerdem: Ibrahim Méité                                          | 39,18    |
| 6     | Polen               | Ryszard Pilarczyk Łukasz Chyła Piotr Balcerzak Marcin Jędrusiński (Finale) im Vorlauf/Halbfinale außerdem: Marcin Urbaś                                   | 39,91    |
| DNF   | Brasilien           | Cláudio Roberto Souza Édson Ribeiro André da Silva Claudinei da Silva                                                                                     |          |
| DOP   | USA                 | Mickey Grimes Bernard Williams (Halbfinale/Finale) Dennis Mitchell Tim Montgomery (Halbfinale/Finale) im Vorlauf außerdem: Jon Drummond Joshua J. Johnson |          |